# Li Yongbo
Li Yongbo (född 18 september 1962) är en kinesisk idrottare som tog brons i badminton tillsammans med Tian Bingyi vid olympiska sommarspelen 1992.